# Dolicocòlon
El dolicocòlon és un intestí gros anormalment llarg. No s'ha de confondre amb un intestí gros anormalment ample, que s'anomena megacòlon.
El dolicocòlon pot predisposar a una rotació anormal (vegeu vòlvul) i la interposició entre el diafragma i el fetge (vegeu síndrome de Chilaiditi). Es veu més freqüentment en persones grans, alguns pacients psiquiàtrics o en persones institucionalitzades. No obstant això, no forma part de l'envelliment normal. La causa exacta segueix sent desconeguda. El dolicocòlon és sovint una troballa incidental en radiografia abdominal o colonoscòpia. No és per si mateixa una malaltia i, com a tal, no requereix tractament. El terme prové del grec antic dolichos, la llarga distància en córrer, i còlon.